# Nya Skottorp

Nya Skottorp är en herrgård i Skummeslövs socken i Laholms kommun i Halland. Grannfastighet är Skottorps slott, under vissa perioder har båda fastigheterna haft samma ägare. Gården ligger cirka 1 mil sydväst om Laholm i södra Halland.

## Historia
Efter kaptenen Gustaf Adam von Krassow död 1801 delades Skottorps slott mellan två söner. Den yngre sonen ryttmästaren Gustaf Mauritz von Krassows gård kom att kallas för Nya Skottorp och den erhöll sätesfrihet. Nya Skottorp tilldelades 700 hektar mark. Den äldre sonen Carl Gustaf von Krassow erhöll resterande del av Skottorps slott, även kallad Gamla Skottorp. 1801 byggdes ett corps-de-logis och övriga åbyggnader av korsvirke.
Nya Skottorp hade sin storhetstid när Peter Hallberg tog över gården. Han var ung och handlingskraftig. Han införde ett rationellt jordbruk. Genom arrende av Dömestorp och Rännenäs blev han till sist en av Södra Hallands största jordbrukare. Dessutom var han den största sockerbetesodlaren i Halland.
Idag bedriver Peter Kjaer Knudsen i Roskilde grisproduktionen i Danmark och Sverige. I den svenska delen innefattar det Nya Skottorp med kringliggande gård Värestorp, helintegrerad grisproduktion, producerar cirka 23 000 grisar per år.

## Ägarelängd
1801 Gustaf Mauritz von Krassow
1820 Carl Gustaf von Krassow 
1854 Eberhard von Krassow
1882 Peter Hallberg
1916 Carl Wingren
1920-1934 hade Nya Skottorp många ägare
1934 Gustav Jönsson
1956 Gregor Bendz
1994 Gösta Paulsson
2016 Peter Kjaer Knudsen